# Edmund Rhomberg
Edmund Rhomberg (* 15. September 1875 in München; † 14. Oktober 1944 in Sandau) war ein deutscher Diplomat.

## Leben
Edmund Rhomberg besuchte das Gymnasium in München und legte im Juli 1894 das Abitur ab. Gleich darauf war er vom 1. Oktober 1894 bis 20. Januar 1895 Einjährig-Freiwilliger bei der bayerischen Armee. Mit Beendigung der Militärdienstzeit studierte er an der Ludwig-Maximilians-Universität München Rechtswissenschaft. Am 15. Juli 1898 bestand er das erste juristische Staatsexamen und war ab September im bayerischen Justiz- und Verwaltungsdienst tätig. Seine Promotion schloss er am 9. Dezember 1899 mit dem Doktor der Rechte zum Thema Körperschaftliches Verschulden ab. Das zweite juristische Examen absolvierte er Ende 1901.
Bereits zu dieser Zeit hatte sich Edmund Rhomberg für eine Beschäftigung im Auswärtigen Dienst beworben. Am 26. Mai 1902 wurde er ins Auswärtige Amt übernommen und schlug eine konsularische Berufslaufbahn. Seine ersten Beschäftigungen erfolgte hier ab Sommer 1902 in der Abteilung II. Handelspolitik und wechselte im Oktober in die Abteilung IB (Personal und Verwaltung). Sein erster Auslandseinsatz führte ihn im November 1903 an das deutsche Konsulat in Kairo mit dem Charakter eines Vizekonsuls. Ab Sommer 1904 bis zum Jahresende hatte er die kommissarische Leitung des Konsulats übertragen bekommen. Während einer kurzen Zwischenzeit im Auswärtigen Amt selbst erhielt er im Juni 1907 den Charakter als Legationsrat. Zwei Jahre später wechselte er 1909 in die diplomatische Berufslaufbahn. Das war unmittelbar mit dem Einsatz als Legationssekretär ab Januar 1909 an der Gesandtschaft in Caracas verbunden. Von hier aus übernahm er im Februar 1911 die kommissarische Leitung der deutschen Gesandtschaft in Mexiko-Stadt. Jedoch wurde er schon im Sommer nach Berlin zurückbeordert und im November gleichen Jahres für 4 Monate an der Gesandtschaft in Paris eingesetzt. Kurz darauf wechselte er im März 1912 als Legationssekretär an die deutsche Gesandtschaft in Tanger, von wo er im Oktober erneut nach Berlin zurückkehrte.
Anschließend wurde Edmund Rhomberg im Februar 1913 als 1. Sekretär an der deutschen Botschaft in Tokio beschäftigt. Im Range des Botschaftsrates unterstützte er den Botschafter Arthur Alexander Kaspar von Rex (1856–1926). Mit Ausbruch des Ersten Weltkrieges hatte Rhomberg die Aufgabe, das Kriegstagebuch der Botschaft zu führen. Nachdem das von der japanischen Regierung an Deutschland ausgesprochene Ultimatum verstrichen war, gab Japan am 23. August 1914 eine Kriegserklärung ab, damit wurde dem Botschaftspersonal die Pässe ausgehändigt und die diplomatischen Beziehungen abgebrochen. Rhomberg kehrte nach Deutschland zurück und wurde ab November 1914 im Auswärtigen Amt in der Abteilung IA, Referat Abessinien, Afghanistan, Ägypten, England mit seinen Besitzungen, Marokko, Persien und Portugal mit seinen Besitzungen eingesetzt. Formal wurde er wegen dies bestehenden Kriegszustandes in den einstweiligen Ruhestand versetzt, aber eigentlich weiter beschäftigt. Im Dezember 1916 wurde er zum Wirklichen Legationsrat und im April 1917 zum geheimen Legationsrat ernannt. Im März 1917 übernahm er die kommissarische Leitung der Abteilung V und löste im Dezember 1917 Hans Arthur von Kemnitz als Leiter des Referates 143 Ostasien ab.
Nach dem Zerfall des deutschen Kaiserreiches wurde Edmund Rhomberg 1919 in das Auswärtige Amt der Weimarer Republik übernommen. Zum März 1920 übernahm er die kommissarische Leitung der Abt V (Großbritannien und britisches Reich). Von August 1920 bis Juni 1928 war er Gesandter in Oslo. Von hier zurückgekehrt wurde er in den einstweiligen Ruhestand versetzt, aber bereits im August 1928 mit der kommissarischen Leitung der Gesandtschaft des Deutschen Reichs in Rio de Janeiro beauftragt. Doch der Einsatz in Brasilien dauerte nur bis März 1929. Rhomberg kehrte nach Berlin zurück. Hier erhielt er eine kommissarische Beschäftigung zur Leitung der deutschen Delegation zur Konferenz der Revision der Genfer Konvention sowie zur Schaffung eines internationalen Abkommens über die Fragen der Behandlung von Kriegsgefangenen. Dieser Einsatz bis Juli 1931, dann war er ohne Verwendung. Zum 18. Juli 1933 wurde er in den Ruhestand versetzt.

## Familie
Edmund Rhomberg war der Sohn des bayerischen Offiziers im 2. Cüraßier-Regiment Prinz Adalbert, Edmund Rhomberg und dessen Ehefrau Johanna Rhomberg, geborene Bürkel (* 1846; † 1925), einer Tochter des Malers Heinrich Bürkel. Er heiratete 1930 die Malerin Anna Glimm.